# Pietro Berruti
Pietro Berruti (Borghetto di Borbera, 28 agosto 1840 – Vigevano, 8 aprile 1921) è stato un vescovo cattolico italiano.

## Biografia
Il 28 novembre 1898 venne nominato vescovo di Vigevano.
Il 16 marzo 1907 conferì l'ordinazione sacerdotale al beato Francesco Pianzola.
Il suo episcopato vigevanese fu caratterizzato dall'impulso alla stampa cattolica e all'associazionismo, anche come risposta alla propaganda socialista. Diede parimenti impulso ad iniziative sociali; fondò un ospizio per giovani operaie e l'istituto Negrone e promosse gli oratori festivi.

## Genealogia episcopale
La genealogia episcopale è:
- Cardinale Scipione Rebiba
- Cardinale Giulio Antonio Santori
- Cardinale Girolamo Bernerio, O.P.
- Arcivescovo Galeazzo Sanvitale
- Cardinale Ludovico Ludovisi
- Cardinale Luigi Caetani
- Cardinale Ulderico Carpegna
- Cardinale Paluzzo Paluzzi Altieri degli Albertoni
- Papa Benedetto XIII
- Papa Benedetto XIV
- Cardinale Enrico Enriquez
- Arcivescovo Manuel Quintano Bonifaz
- Cardinale Buenaventura Córdoba Espinosa de la Cerda
- Cardinale Giuseppe Maria Doria Pamphilj
- Papa Pio VIII
- Papa Pio IX
- Cardinale Alessandro Franchi
- Cardinale Giovanni Simeoni
- Cardinale Antonio Agliardi
- Vescovo Pietro Berruti